# 50 років Світовому конґресу українців (монета)
«50 ро́ків Світово́му конґре́су украї́нців» — ювілейна монета номіналом 5 гривень, випущена Національним банком України, присвячена діяльності міжнародної координаційної надбудови українських громад у діаспорі, яка протягом 50 років представляє інтереси мільйонів українців у світі. Метою діяльності СКУ є поширення на планеті принципів демократії, захист прав людини, підтримка незалежності, територіальної цілісності, національної ідентичності та економічного розвитку України — духовної Батьківщини українців, які проживають за її межами. З 2003 року СКУ визнаний економічною та соціальною радою Організації Об'єднаних Націй як неурядова організація зі спеціальним консультативним статусом.
Монету введено в обіг 26 грудня 2017 року. Вона належить до серії «Інші монети».

## Опис монети та характеристики
| Номінал грн. | Метал      | Маса, г | Діаметр, мм | Якість виготовлення       | Гурт     | Тираж, штук                                        |
| ------------ | ---------- | ------- | ----------- | ------------------------- | -------- | -------------------------------------------------- |
| 5            | нейзильбер | 16,54   | 35,0        | спеціальний анциркулейтед | рифлений | 35 000 (у тому числі 15 000 у сувенірній упаковці) |

### Аверс
На аверсі монети розміщено: на тлі стилізованого зображення моделі Землі — стилізоване під вишивку декоративне дерево; ліворуч — малий Державний Герб України та напис півколом «УКРАЇНА», праворуч номінал «5/ ГРИВЕНЬ» (півколом); рік карбування монети «2017» (унизу); логотип Банкнотно-монетного двору Національного банку України — у центрі декоративного дерева.

### Реверс
На реверсі монети на дзеркальному тлі розміщено стилізоване зображення снопа з перевеслом, що символізує об'єднуючу та гуртуючу діяльність СКУ в усьому світі; по обидва боки від якого роки «1967» та «2017»; написи по колу «СВІТОВИЙ КОНҐРЕС УКРАЇНЦІВ» (угорі), «UKRAINIAN WORLD CONGRESS».

15000 монет із загального тиражу було випущено у буклетах
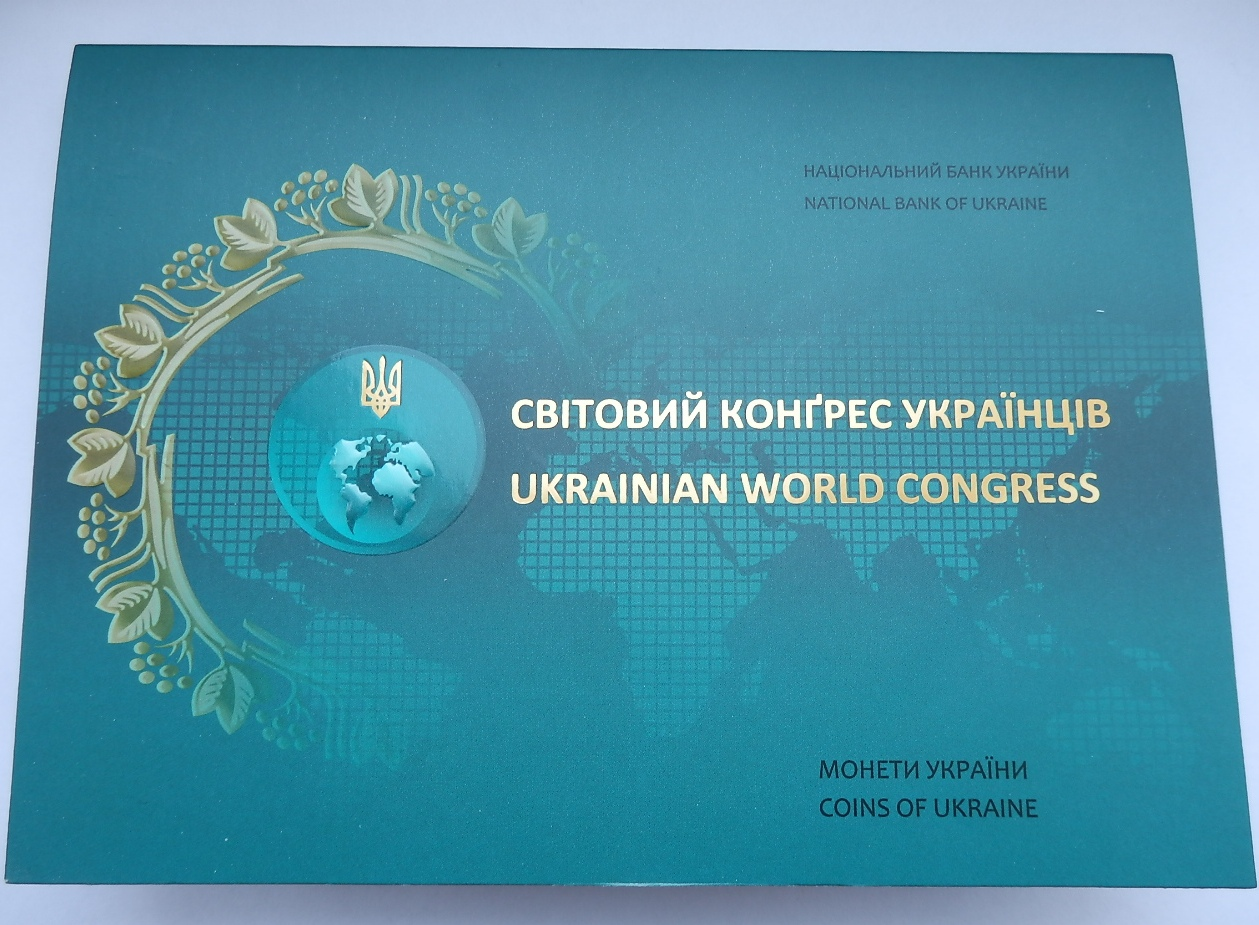
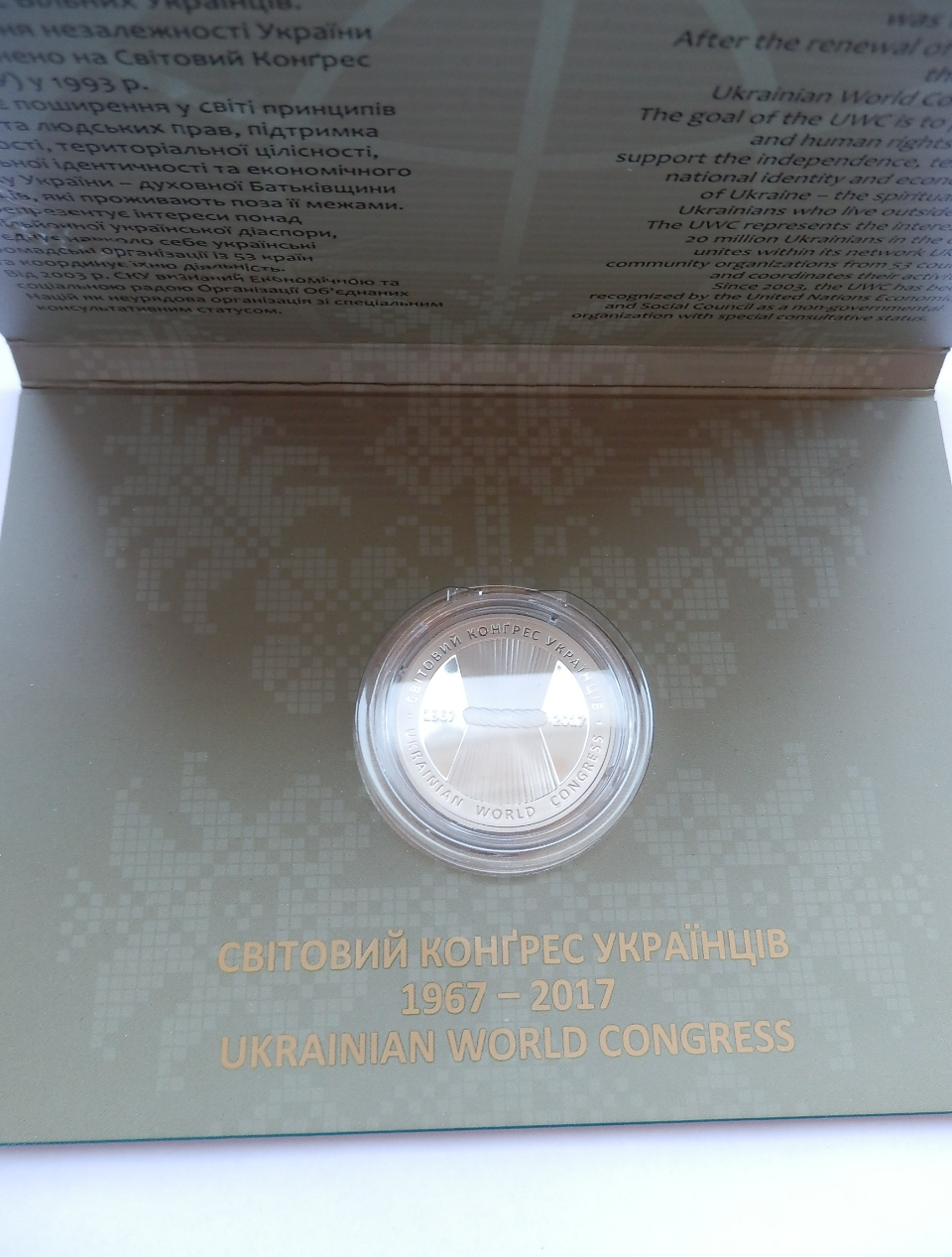
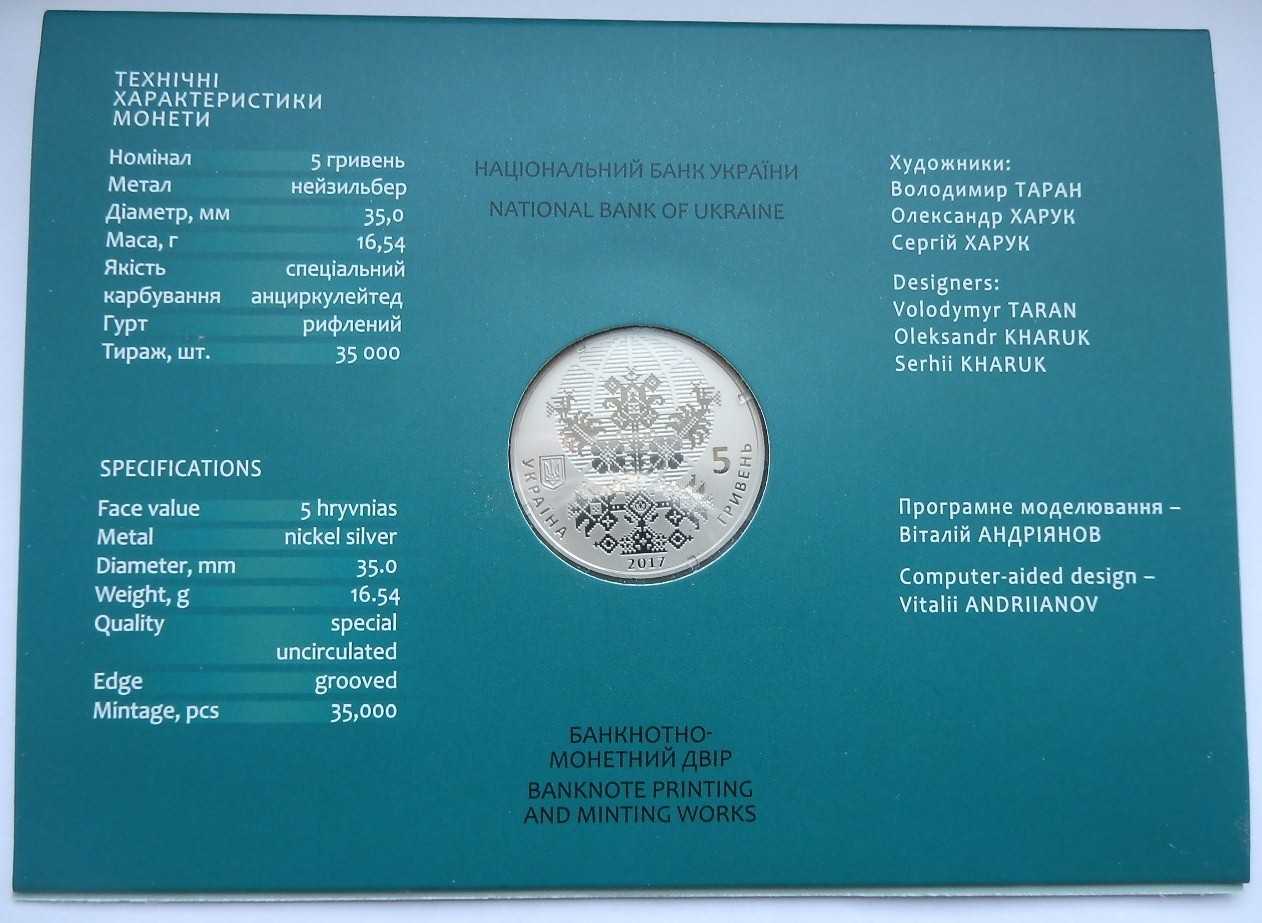

## Автори

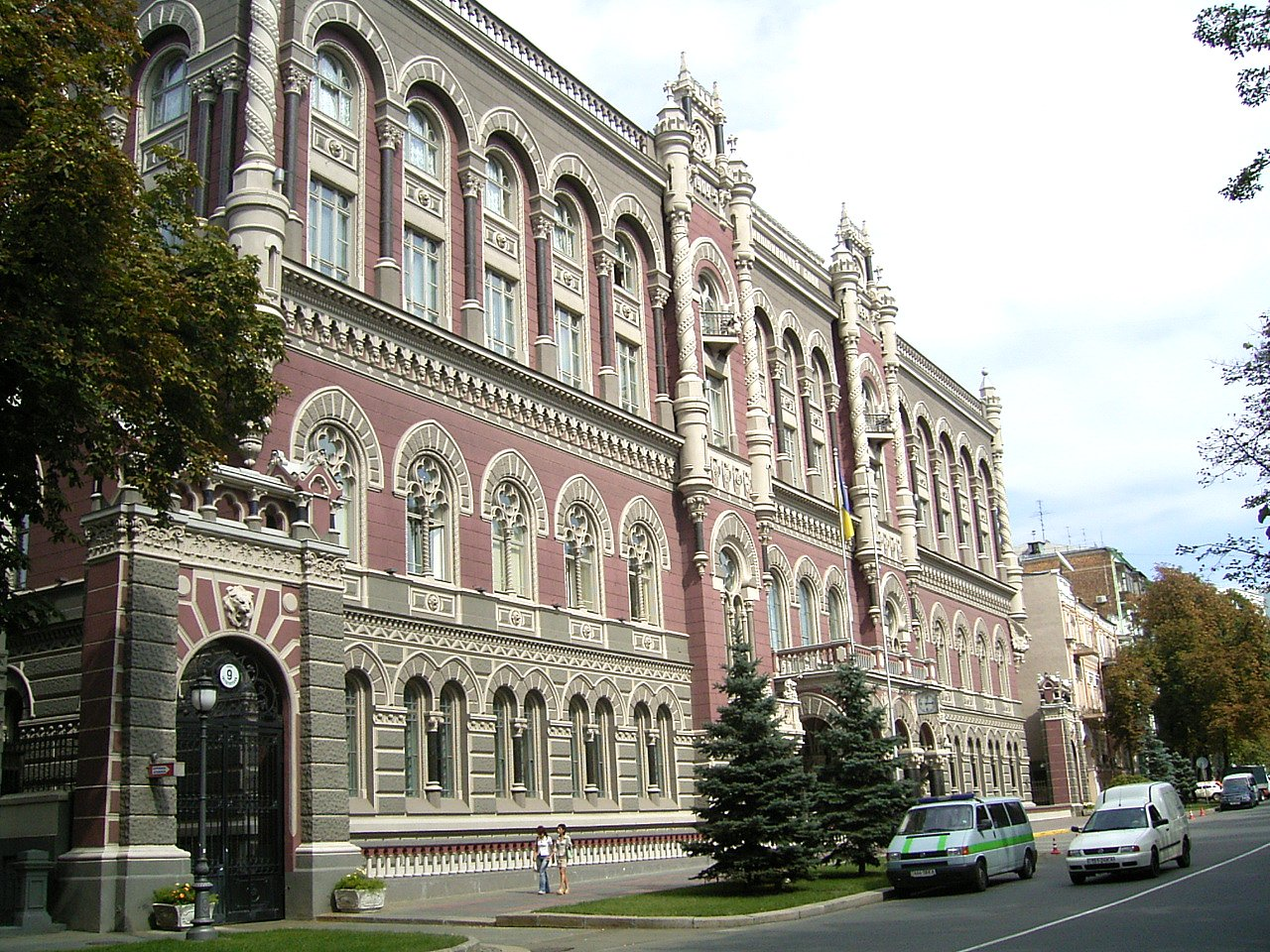
Будівля Національного банку України

- Художники: Таран Володимир, Харук Олександр, Харук Сергій.
- Скульптор — Андріянов Віталій.

## Вартість монети
Під час введення монети в обіг 2017 року, Національний банк України реалізовував монету через свої філії за ціною 43 гривні.
Фактична приблизна вартість монети, з роками змінювалася так:
| Рік        | 2018 | 2019 | 2020 | 2021 | 2022 | 2023 | 2024 | 2025 |
| ---------- | ---- | ---- | ---- | ---- | ---- | ---- | ---- | ---- |
| Ціна, грн. | 60   | 60   | 60   | 65   | 75   | 135  | 230  | 250  |